# Gitta Deutsch
Gitta Deutsch (geboren 20. Februar 1924  in Wien; gestorben 25. März 1998 ebenda) war eine österreichisch-britische Schriftstellerin und literarische Übersetzerin.

## Leben
Gitta Deutsch war eine Tochter des Schriftstellers Otto Erich Deutsch. Nach dem Anschluss Österreichs 1938 gelangte sie mit einem Privatflug vom Flughafen Aspern aus nach Großbritannien. Ihre Mutter Hanna war schon 1937 gestorben, ihr Bruder Peter überlebte die Judenverfolgung in Deutschland. Ihrem Vater gelang die Flucht, und Gitta lebte nun mit ihm in Cambridge. Bei Kriegsausbruch waren sie für eine Zeit auf der Isle of Man interniert. Sie engagierte sich in Cambridge in der Jugendgruppe des Free Austrian Movement.
Deutsch machte gelegentlich Sekretariatsarbeiten für Ludwig Wittgenstein. Deutsch heiratete und blieb nach dem Krieg in England, während ihr Vater nach Wien zurückkehrte. Sie ging 1969 nach Wien zurück und arbeitete dort fünfzehn Jahre als Sachbearbeiterin für die UNO. Sie übersetzte Werke von Erich Fried, Gerhard Fritsch, Christine Nöstlinger, Ernst Schönwiese und anderen. Sie gab Werke ihres Vaters und ihres nunmehrigen Lebenspartners, des Naturwissenschafters Engelbert Broda, heraus.
Für ihre Übersetzungen erhielt sie 1985 den Wystan Hugh Auden Translator Prize.

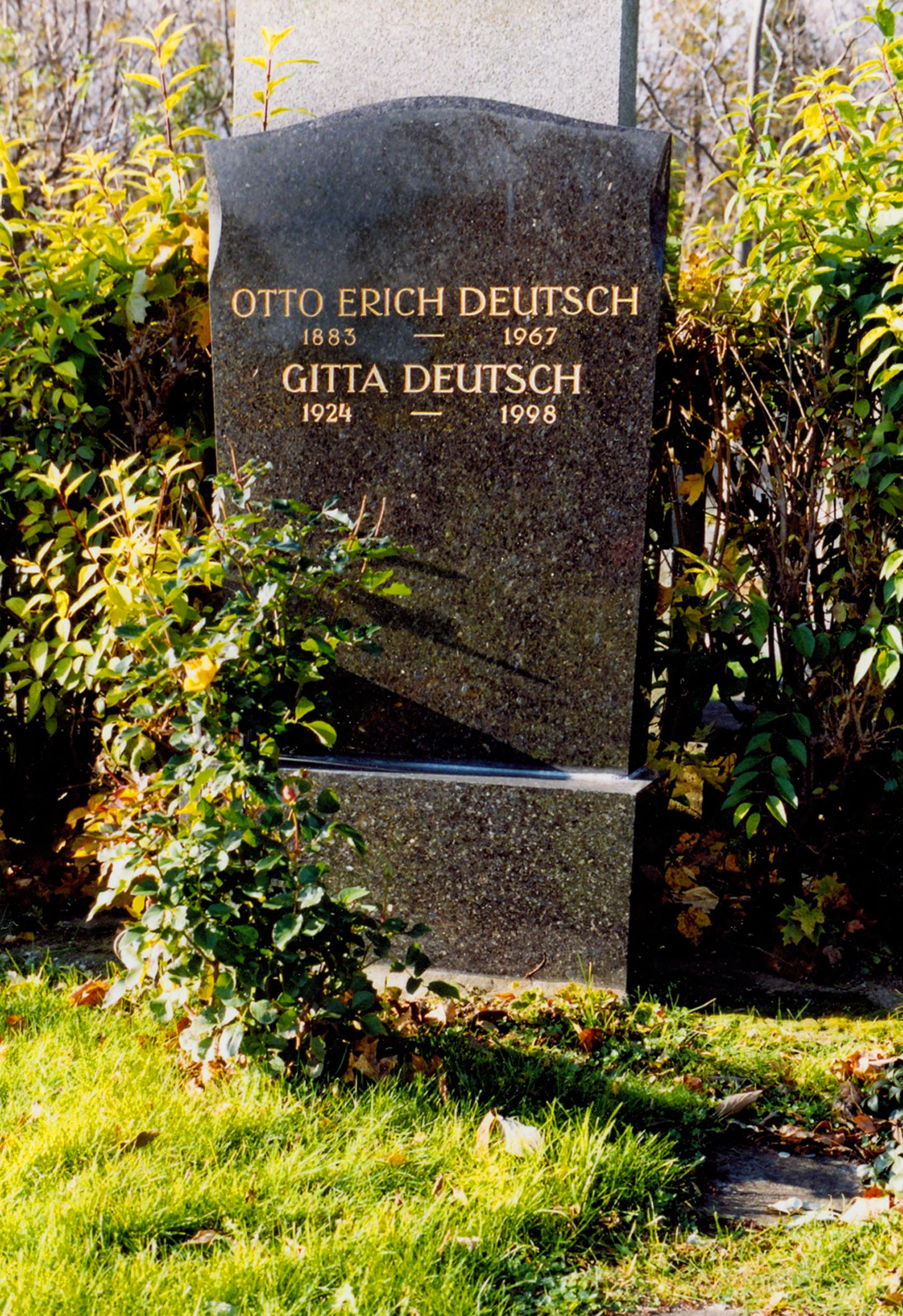
Grabstätte Otto Erich Deutsch und Gitta Deutsch auf dem Wiener Zentralfriedhof

## Schriften (Auswahl)
- Otto Erich Deutsch: Admiral Nelson und Joseph Haydn. Ein britisch-österreichisches Gipfeltreffen. Hrsg. von Gitta Deutsch und Rudolf Klein. Wien 1982.
- Engelbert Broda: Wissenschaft. Verantwortung. Frieden. Ausgewählte Schriften. Hrsg. von  Paul Broda, Gitta Deutsch, Peter Markl, Thomas Schönfeld, Helmuth Springer-Lederer. Wien 1985.
- An einem Tag im Februar: Gedichte. Nachwort Erich Fried. Aigner, Salzburg 1988.
- Böcklinstraßenelegie. Picus, Wien 1993 (Autobiografie; englische Ausgabe The red thread, 1996).
- Ernst Vogel: 4 Lieder 1990: Mezzosopran, Violine & Klavier. Text Gitta Deutsch. Ludwig Doblinger, Wien/München 1993.
- Otto Erich Deutsch: Wiener Musikgeschichten. Ausgewählt von Gitta Deutsch und Rudolf Klein. Ed. Wien, Wien 1993, ISBN 978-3-85058-089-2.